# Михаил Сматракалев
Михаил Иванов Сматракалев, известен с литературния псевдоним Ангел Жаров, е български поет, критик и деец на БКП, приел идеите на македонизма.

## Биография
Михаил Сматракалев е роден в Сяр, тогава в Османската империя. Баща му Иван Сматракалев, член на ВМОРО, е подгонен в 1913 година от новите гръцки власти и се установява с цялото си семейство в Пазарджик.
Сматракалев завършва право и работи като адвокат. Вербуван е в левичарската ВМРО (обединена) от Симеон Кавракиров през 1931 година и организира Македонска народна студентска група. На 8 март 1932 Михаил Сматракалев е арестуван, заедно с брат си Борис и отведен в Пазарджик на разпит. Впоследствие и двамата са освободени. Същата година е избран за член на ЦК на ВМРО (обединена), а през 1934 година и за секретар по агитацията и пропагандата. Участва в издаването на македонисткото списание „Македонски вести“. През 1935 година издава стихосбирката си „Чудна е Македония“, а заедно с Никола Вапцаров участва в Македонски литературен кръжок от 1938 до 1941 година. Михаил Сматракалев е убеден комунист, активист на македонските акционни комитети, заедно с Кирил Николов и Тодор Янев, с която подпомагат партийни избраници на БКП в парламентарната изборна надпревара. През 1940 година пише ранна рецензия за „Моторни песни“ на Никола Вапцаров, с която се опитва да популяризира творчеството му.
След създаването на Народна Република Македония в 1944 година на Михаил Сматракалев е отказано да участва в управлението. След 1944 г. участва активно в изграждането на комунистическа България. Работи като съдия и издава присъди срещу несъгласните с македонизацията в Пиринския край, включително и смъртни.
В едни случаи той твърди, че е бил изначално с македонско съзнание, а в други – че е станал впоследвие привърженик на македонистката идея. Все пак Сматкаракалев признава, че македонизмът е спусната от комунистическата партия идеология, но не се отказва от него до края на живота си. В 1993 година взима гражданство на Северна Македония, връчено му от тогавашния президент Киро Глигоров. Става почетен член на Дружеството на писателите на Македония.
Умира на 16 април 1998 в София.

## Творчество
- „Буря над родината“, София, 1935 година
- Македонскиот литературен кружок (студия, Скопие, 1993)
- Модрите широчини на татковината (поезия, разкази, критични очерци и записи, Скопие, 1994)
- На македонски теми (студии, Скопие, 1999)[7]